# Усов, Александр Александрович
Александр Александрович Усов (литературный псевдоним Чеглок; 30 августа 1871, Трубчевск, Орловская губерния — 5 октября 1942, Кировск, Мурманская область или Лазаревское) — детский писатель, естествоиспытатель, революционер, путешественник, изобретатель.

## Биография
Родился в 1871 году в Трубчевске Орловской губернии в семье секретаря при съезде мировых судей.
В 1889 году окончил железнодорожное училище (по другим данным — низшее техническое училище) в Ельце; в 1889—1892 годы учился в Одесском музыкальном училище по классу скрипки, зарабатывая на жизнь переписыванием нот, писанием адресов; летом работал на железной дороге.
В 1892—1894 учился в Петербургской консерватории по классу теории композиции, однако вынужден был прервать музыкальное образование из-за заболевания левого уха и снижения слуха (по другим данным — из-за болезни сердца).
Работал на строительство Харьковско-Балашовской железной дороги. Затем преподавал в Харьковском техническом железнодорожном училище, в 1896—1903 — в Самарском железнодорожном училище. Позже заведовал ремесленной школой в Петербурге.
В 1903—1905 годы возглавлял Народный дом на Лиговке; был дружен с Н. А. Рубакиным — основателем Музея прикладных технических пособий.
В 1905—1912 годы состоял в РСДРП (меньшевиков). В конце 1905 года по рекомендации врачей переехал на юг, в Хосту, где возглавил революционное движение. Стал организатором восстания в 1905 году и одним из инициаторов создания Сочинской республики. Был избран первым народным судьёй. После подавления восстания в январе 1906 года эмигрировал, вывезя с собой весь революционный архив. Скрывался от полиции в Симферополе, Твери, Финляндии, откуда выехал в Швейцарию; жил во Франции, бывал на Капри.
В эмиграции встречался с Лениным, Горьким, Плехановым, Семашко. Был особо дружен с Анатолием Васильевичем Луначарским, который под влиянием А. А. Усова в 1907 на время отошёл от большевизма, был сторонником «богостроительства» — философской ревизии марксизма.
В 1908—1914 годы А. А. Усов вместе со своим другом и единомышленником художником-анималистом Василием Алексеевичем Ватагиным совершил кругосветное путешествие. Они побывали в Египте и Сахаре, в дебрях Конго и в джунглях Индии, в Южной Азии, Австралии, Новой Зеландии и через Северную Америку вернулись в Европу.
В июне 1917 года вернулся в Россию. Несколько лет жил в Москве, занимаясь под руководством А. В. Луначарского издательским делом. Затем по состоянию здоровья переехал на Черноморское побережье Кавказа в посёлок Джубга, где заведовал школами I и II ступени, а также отделом Наробраза. В 1922 году вместе с семьёй переехал в Лазаревское, где прожил до 1936 года.
21 апреля 1926 года из Лазаревского направил в правление Публичной библиотеки заявление с просьбой о приёме на работу; 13 мая был принят на должность научного сотрудника. Уволен с 1 октября 1927 по личному заявлению.
В Лазаревском А. А. Усов вёл разностороннюю деятельность: возглавлял противомалярийную станцию, первый исторический музей, посадил сад, который в 1928 г. на Всероссийской сельскохозяйственной выставке получил похвальный отзыв I степени, и написал несколько брошюр по агрономии. Занимался изобретательством:
- сконструировал струнный инструмент «Гудун»[5][7],
- изобрёл особый способ варки пищи на пару, который стал применяться в сочинском санатории им. Семашко и получил одобрение диетической комиссии Наркомздрава[7],
- в 1937 представил в Наркомат обороны проекты авиационного двигателя[5] и быстроходного судна[7].

Кроме того, в эти годы вместе с единомышленниками Александр Александрович Усов в посёлке Гуарек возле Лазаревского создал небольшой теософский ашрам. Вместе с группой мистиков построил в Гуареке "Храм Солнца", в официальных бумагах "Дом Солнца", который был принят Народным Коммисариатом Здравоохранения . Здание было спроектировано в форме звезды. Его особенность заключалась в системе зеркал, благодаря которым солнце освещало помещение в течение всего дня.
В числе членов теософского кружка, базировавшегося в гуарекском ашраме Усова были: известный поэт Максимилиан Волошин, философ и литературовед Павел Сергеевич Попов, Алексей Николаевич и Ольга Борисовна Обнорские, художник-анималист Василий Алексеевич Ватагин.
В 1936 году за теософские убеждения был арестован и выслан в Мурманскую область, в Кировск. В 1942 году он ушёл из поселения, и более его никто не видел.

### Семья
Сестра — София (1870—1927), теософ; замужем за Конрадом Владимировичем Слободинским; их дети:
- Нина[9] — автор скульптурных групп на станции метро «Нарвская»[12];
- Леонид — агроном, активный участник «Ордена Звезды на Востоке»[7].

Жена — Надежда Артемьевна, художница;
- сын[7].

## Творчество
Писал рассказы о животных под псевдонимом Чеглок. Дебютировал в 1890-е годы в «Детском чтении» рассказами о природе России. В книгах и рассказах, вышедших после предпринятого им кругосветного путешествия, описывал экзотических животных и птиц Африки, Австралии, Океанических островов.
Ряд его книг иллюстрировал В. А. Ватагин.

### Избранные сочинения
Опубликованные под псевдонимом А. Чеглок:
- Природа мстит : Драма в 4 д. из соврём. жизни / [С предисл. А. Дивильковского]. — Б.м., 1907. — 79 с.

- Животный мир Африки : Десять рассказов / с ил. худож. В. А. Ватагина. — М.: И. Кнебель, 1915. — 4+172 с.
- Красавица Таврида. — М.: К. И. Тихомиров, 1910. — 283+4 с.
  - Вып. 1 : Степной Крым. — 1910. — 112 с.
  - Вып. 2 : Горный Крым. — 1910. — 2+117 с.
  - Вып. 3 : Южный берег Крыма. — 1910. — 2+45 с.
- Мои приключения в Сахаре и Северной Африке. — Симферополь : В. А. Гриневская, 1912. — Кн. 2: 10 рассказов из жизни птиц и пресмыкающихся. — 4+221 с.
- На земле и в воде : Земновидные и пресмыкающиеся / Рис. и обложка Л. Гриневской. — М.: Работник просвещения, 1929. — 120 с. — (Читальня советской школы II ступени ; 1929 г. № 19)
- Нолла : Рассказы / Рис. В. Ватагина. — М. ; Л. : Гос. издательство, 1929. — 136 с.
- Островные птицы : (Рассказы) / Рис. Н. А. Усовой. — М. ; Л. : Земля и фабрика, 1925. — 2+242 с. — (Вегетарианец по недоразумению; Райские птицы; Киви; Морской бродяга; Проигранное пари; Два разбойника; Поэ)
- По Австралии : Рассказы из жизни животных / Обл. В.Ватагина; Рис. Н. А. Усовой. — М. ; Л. : Земля и фабрика, 1925. — 2+272+1 с. — (Библиотека подрастающего поколения)
- По Австралии : (Рассказы из жизни птиц) / Обл. В.Ватагина. — М. ; Л. : Земля и фабрика, 1925. — 319+2 с. — (Чёрный лебедь; Эму; Отчего он умер; Гралина; Шалашники; Наследие; Смеющийся осёл; Лирохвост; Нолла)
- По Африке : (Рассказы из жизни животных) / Рис. и обл. худ. В.Ватагина. — М. ; Л. : Земля и фабрика, 1924—1925.
- Птицы Африки : Десять рассказов / ил. худ[ож]. В. А. Ватагина . — М.: И. Кнебель, 1915. —, 145—296 с. — (Начало книги вышло под загл.: Животный мир Африки)
- Рассказы из жизни животных. — М.: К. И. Тихомиров, 1912. — Вып. 1. — 1+241 с.
- Родная природа : Звери, птицы и гады России. — СПб.: типо-лит. Бусселя, 1903.
  -  — Вып. 2 : 12 рассказов из жизни животных. — 1903. — 194 с.
  -  — Кн. 3 : 20 рассказов из жизни животных. — М.: товарищество И. Д. Сытина, 1907. — 291 с.
  -  — Кн. 4 : 14 рассказов из жизни животных. — М.: К.Тихомиров, [1909]. — 4+282 с.
- Родная природа : Птицы, звери и гады России. — 2-е изд. (без изм.).
  - Вып. 1: 16 рассказов из жизни животных / С предисл. Н. А. Рубакина. — СПб.: типо-лит. «Е.Тиле преемн.», 1904. — 8+279 с.
- Родная природа : Звери, птицы и гады России : 16 рассказов из жизни животных / А. А. Чоглок; С рис. Ю.Клевера, Н.Каразина, В.Маковского, И.Айвазовского и др. С предисл. Н. А. Рубакина. — [СПб.]: Издатель, 1900—1910. — 4+204+4 с.
- Родная природа : Звери, птицы и гады России: Кн. 2: 12 рассказов из жизни животных. — М.: К. И. Тихомиров, 1910. — 4+199 с.
- Родная природа. — 4-е изд. — М.: И.Кнебель, 1914.
  - Кн. 1 : Шестнадцать рассказов / рис. В.Ватагина. — 1914. — 4+191 с.

- Баба : Из жизни пеликанов : Для детей. — СПб.: типо-лит. «Евг. Тиле преемн.», 1904. — 16 с.
  -  — М.: И.Кнебель, 1914. — 12 с. — (Родная природа)
- Благодетели степей : (О хорьках). — М.: К.Тихомиров, [191-?]. — 18 с. — (Родная природа; Рассказ 10)
- Болотный лунь. — 2-е изд. — М.: Задруга, 1918. — 15 с. — (Родная природа. Кн.2 ; Рассказ 6)
- В гостях у носорога. — М.: И.Кнебель, 1914. — 16 с. — (Звери Центральной и Южной Африки)
- Вегетарианец по недоразумению : [Из жизни казуаров]. — М.; Л.: Земля и фабрика, 1925. — 44 с. — (Островные птицы : (Рассказы))
- Внучек слону : [О жиряках]. — М.: И.Кнебель, 1914. — 16 с. — (Звери Центральной и Южной Африки)
- Водяной : Из жизни оляпок : Для детей. — СПб.: типо-лит. «Евг. Тиле преемн.», 1904. — 18 с.
  -  — М. : И. Кнебель, 1914. — 13 с. — (Родная природа)
- Волк-путешественник : (Сказка). — 2-е изд. — СПб.: тип. М. М. Стасюлевича, 1909. — 12 с.
- Вомбат. — М.; Л.: Земля и фабрика, 1925. — 23 с. — (По Австралии : Рассказы из жизни животных)
- «Выручил» : (О куницах). — 2-е изд. — СПб.: тип. М. М. Стасюлевича, 1909. — 28 с.
- Гассан Мудрый : [О дикобразах]. — М.: Земля и фабрика, 1924. — 40 с. — (По Африке : Рассказы из жизни животных)
- Гиена. — М.: Земля и фабрика, 1924. — 32 с. — (По Африке : Рассказы из жизни животных)
- Горе молодого Нуаро. — М.; Л.: Земля и фабрика, 1925. — 32 с. — (По Африке : Рассказы из жизни животных ; Кн. 11)
- Гралина. — М.: Л.: Земля и фабрика, 1925. — 33 с. — (По Австралии : (Рассказы из жизни птиц))
- Грифы. — Симферополь: В. А. Гриневская, 1912. — 20 с. — (Мои приключения в Сахаре и Северной Африке)
- Дабб : (О шипохвосте). — Симферополь: В. А. Гриневская, 1912. — 17 с. — (Мои приключения в Сахаре и Северной Африке)
- Два разбойника : [О фрегатах]. — М.; Л.: Земля и фабрика, 1925. — 31 с. — (Островные птицы : (Рассказы))
- Двуносый : [О долгоногах]. — М.: И.Кнебель, 1915. — 12 с.
  -  — М.; Л.: Земля и фабрика, 1925. — 27 с. — (По Африке : Рассказы из жизни животных ; Кн. 14)
- Дик-Дик : [О карликовой антилопе]. — М.: И.Кнебель, 1914. — 12 с. — (Звери Центральной и Южной Африки)
- Дурный пан : (О тушканчике). — 2-е изд. — СПб.: тип. М. М. Стасюлевича, 1909. — 13 с.
- Дятел и башкир. — 2-е изд. — М.: Задруга, 1918. — 10 с. — (Родная природа. Кн. 2 ; Рассказ 8)
- Живой камень : [Из жизни черепах]. — М.: И.Кнебель, 1914. — 10 с. — (Родная природа)
- Жираффа. — М.; Л.: Земля и фабрика, 1925. — 33 с. — (По Африке : Рассказы из жизни животных ; Кн. 12)
- Загадочная птица : (О фламинго). — Симферополь : В. А. Гриневская, 1912. — 23 с. — (Мои приключения в Сахаре и Северной Африке)
  -  — СПб.: тип. Тавр. губ. земства в Симферополе, 1912. — 24 с. — (Мои приключения в Сахаре и Северной Африке)
- Запах крови : [О сумчатых волках]. — М.; Л.: Земля и фабрика, 1925. — 37 с. — (По Австралии : Рассказы из жизни животных)
- Заяц. — М.: Задруга, [1921]. — 14 с. — (Родная природа. Кн. 2 ; 4)
- Зебра. — М.: И. Кнебель, 1915. — 16 с.
- Земляк : [Из жизни буйволов]. — М.: И.Кнебель, 1914. — 12 с. — (Звери Центральной и Южной Африки)
- Злой дух пустыни : (О варанах). — СПб.: тип. Тав. губ. земства в Симферополе, 1912. — 19 с. — (Мои приключения в Сахаре и Северной Африке)
  -  — Симферополь : В. А. Гриневская, 1912. — 19 с. — (Мои приключения в Сахаре и Северной Африке)
- Иношко[!] : [Про шимпанзе]. — М.: И.Кнебель, 1914. — 16 с. — (Звери Центральной и Южной Африки)
- История волчьего семейства : Из жизни волков : Для детей. — СПб.: типо-лит. «Е. Тиле, преемн.», 1904. — 12+1 с.
  -  — М.: И.Кнебель, 1914. — 8 с. — (Родная природа)
- Как моя сорока попала в газету : Из жизни сорок : Для детей. — СПб.: типо-лит. «Е. Тиле, преемн.», 1904. — 19 с.
  -  — М.: И.Кнебель, 1914. — 14 с. — (Родная природа)
- Карочка : (Из жизни ворон). — [М.] : Задруга, [1918]. — 18 с. — (Родная природа. Кн. 2 ; Рассказ 7)
- Като и Музири : [Ихневмоны]. — М.: И.Кнебель, 1914. — 16 с. — (Звери и птицы Центральной и Южной Африки)
- Кенгуру. — М.; Л.: Земля и фабрика, 1925. — 25 с. — (По Австралии : Рассказы из жизни животных)
- Киви. — М.; Л.: Земля и фабрика, 1925. — 26 с. — (Островные птицы : (Рассказы))
- Кильмек и выдра : Рассказ. — М.: товарищество И. Д. Сытина, 1906. — 23 с. — (Библиотека начальной школы / Под ред. Н. В. Тулупова ; № 2)
  -  — 2-е изд. — СПб.: тип. М. М. Стасюлевича, 1909. — 15 с.
- Китоглав : [Рассказ]. — М.: И.Кнебель, 1915. — 12 с.
- Коала. — М.; Л : Земля и фабрика, 1925. — 24 с. — (По Австралии : Рассказы из жизни животных)
- Крот : Рассказ. — 2-е изд. — СПб.: тип. М. М. Стасюлевича, 1909. — 13 с.
- Кругом Жигулей на лодке : Из путешествий по Волге. — М.: К. И. Тихомиров, 1910. — 52 с.
  -  — 2-е изд. — М.: Задруга, 1918. — 52 с.
- Кузу, [или австралийский опоссум]. — М.; Л.: Земля и фабрика, 1925. — 29 с. — (По Австралии : Рассказы из жизни животных)
- Леди Кетт : [О павианах]. — М.: И.Кнебель, 1914. — 16 с. — (Звери Центральной и Южной Африки)
- Лесник Николай : Из жизни медведей : Для детей. — СПб.: типо-лит. «Е.Тиле преемн.», 1904. — 19 с.
  -  — М.: И.Кнебель, 1914. — 12 с. — (Родная природа)
- Лирохвост. — М.; Л.: Земля и фабрика, 1925. — 53 с. — (По Австралии : (Рассказы из жизни птиц))
- Лисица. — 2-е изд. — М.: Задруга, [1918]. — 16 с. — (Родная природа. Кн. 2 ; Рассказ 3)
- Маго. — М.: К. И. Тихомиров, 1912. — 19 с. — (Рассказы из жизни животных Африки; Вып. 4)
  -  — М.: Земля и фабрика, 1924. — 32 с. — (По Африке : Рассказы из жизни животных)
- Маленькая пантера : [Из жизни геннет]. — М.: Земля и фабрика, 1924. — 39 с. — (По Африке : Рассказы из жизни животных)
- Мартино : (О горных стрижах). — СПб.: тип. Тавр. губ. земства в Симферополе, 1912. — 20 с. — (Мои приключения в Сахаре и Северной Африке)
- Медоуказчик : [Рассказ]. — М.: И.Кнебель, 1915. — 16 с.
- Милые певуньи : (О лягушках). — 2-е изд. — М.: Задруга, [1918]. — 14 с. — (Родная природа. Кн. 2 ; Рассказ 11)
- Мой ёжик : Из жизни ежей : Для детей. — СПб. : типо-лит. «Е.Тиле преемн.», 1904. — 16 с.
  -  — М.: И. Кнебель, 1914. — 12 с. — (Родная природа)
- Мордвин и хохол : (О кабанах). — 2-е изд. — М.: Задруга, 1918. — 24 с. — (Родная природа. Кн. 2 ; Рассказ 1)
- Морской бродяга : [Про альбатросов]. — М.; Л.: Земля и фабрика, 1925. — 34 с. — (Островные птицы : (Рассказы))
- Мпунгу : [О гориллах]. — М.: И.Кнебель, 1915. — 32 с.
  -  — М.; Л.: Земля и фабрика, 1925. — 57 с. — (По Африке : Рассказы из жизни животных ; Кн. 10)
- Муфлоны : [Горные бараны Африки]. — М.: Земля и фабрика, 1924. — 41 с. — (По Африке : Рассказы из жизни животных)
- На верблюдах. — М. : Земля и фабрика, [1924]. — 47 с. — (По Африке : Рассказы из жизни животных)
- Наводнение в пустыне : (Из жизни рябков). — Симферополь : В. А. Гриневская, 1912. — 30 с. — (Мои приключения в Сахаре и Северной Африке)
  -  — СПб.: тип. Тавр. губ. земства в Симферополе, 1912. — 30 с. — (Мои приключения в Сахаре и Северной Африке)
- Наследие : [Подаргус, или белоног]. — М.; Л.: Земля и фабрика, 1925. — 24 с. — (По Австралии : (Рассказы из жизни птиц))
- Необыкновенный случай : (Из жизни диких кошек). — 2-е изд. — СПб.: тип. М. М. Стасюлевича, 1909. — 17 с.
- Несуразный зверь. — М.: И.Кнебель, 1914. — 14 с. — (Родная природа)
- Несчастная птица : Из жизни кукушек : Для детей. — СПб.: типо-лит. «Е. Тиле преемн.», 1904. — 16 с.
  -  — М.: И.Кнебель, 1914. — 12 с. — (Родная природа)
- Нолла : [О талегаллах или кустовых курах]. — М.; Л.: Земля и фабрика, 1925. — 25 с. — (По Австралии : (Рассказы из жизни птиц))
- Носик : Болотная камышевка. — [2-е изд.]. — СПб.: тип. М. М. Стасюлевича, 1909. — 16 с.
- Овсянка : [Рассказ]. — 2-е изд. — М.: Задруга, [1918]. — 14 с. — (Родная природа. Кн. 2 ; Рассказ 10)
- Огородник Али : (О страусах). — СПб.: тип. «Энергия», 1912. — 20 с. — (Мои приключения в Сахаре и Северной Африке)
  -  — Симферополь : В. А. Гриневская, 1912. — 20 с. — (Мои приключения в Сахаре и Северной Африке)
- Отчего он умер : [О попугаях]. — М.; Л.: Земля и фабрика, 1925. — 40 с. — (По Австралии : (Рассказы из жизни птиц))
- Отчего я не сделался охотником. — М.: И. Кнебель, 1914. — 8 с. — (Родная природа)
- Охотники за слонами. — М.: И. Кнебель, 1914. — 16 с. — (Звери Центральной и Южной Африки)
- Пантера. — М. : Земля и фабрика, 1924. — 39 с. — (По Африке : Рассказы из жизни животных)
- Перепел : [Рассказ]. — [2-е изд.]. — СПб.: тип. М. М. Стасюлевича, 1909. — 15 с.
- Подарок дяди : [О птице секретаре]. — М.: И. Кнебель, 1915. — 16 с.
- Попугай Жан : [Рассказ]. — М.: И.Кнебель, 1915. — 16 с.
- Порождение ехидны : [О ехиднах]. — М.; Л.: Земля и фабрика, 1925. — 29 с. — (По Австралии : Рассказы из жизни животных)
- Поэ. — М.; Л.: Земля и фабрика, 1925. — 37 с. — (Островные птицы : (Рассказы))
- Проигранное пари : [О гуйях]. — М.; Л.: Земля и фабрика, 1925. — 28 с. — (Островные птицы : (Рассказы))
- Пугач : (Из жизни филинов). — 2-е изд. — СПб.: тип. М. М. Стасюлевича, 1909. — 17 с.
- Пустынные снегири. — Симферополь: В. А. Гриневская, 1912. — 16 с. — (Мои приключения в Сахаре и Северной Африке)
- Пяткоход. — М.; Л.: Земля и фабрика, 1925. — 34 с. — (По Австралии : (Рассказы из жизни животных))
- Разбойники леса : Из жизни рысей : Для детей. — СПб.: типо-лит. «Е.Тиле преемн.», 1904. — 16 с.
  -  — М.: И. Кнебель, 1914. — 10 с. — (Родная природа)
- Райские птицы. — М.; Л.: Земля и фабрика, 1925. — 40 с. — (Островные птицы : (Рассказы))
- Рог чёрта : (О сернах). — 2-е изд. — М.: Задруга, [1918]. — 16 с. — (Родная природа. Кн. 2 ; Рассказ 2)
- Сам Каид в красном бурнусе : (О газелях). — М.: К. И. Тихомиров, 1912. — 21 с. — (Рассказы из жизни животных Африки; Вып. 9)
- Самум : (О пустынном жаворонке). — СПб.: тип. Тав. губ. земства в Симферополе, 1912. — 24 с. — (Мои приключения в Сахаре и Северной Африке)
  -  — Симферополь : В. А. Гриневская, 1912. — 24 с. — (Мои приключения в Сахаре и Северной Африке)
- Самый страшный зверь : [Из жизни львов]. — М.: Земля и фабрика, 1924. — 52 с. — (По Африке : Рассказы из жизни животных)
- Серваль. — М.; Л.: Земля и фабрика, 1925. — 28 с. — (По Африке : Рассказы из жизни животных)
- Сернобык : [Рассказ]. — М.: И.Кнебель, 1915. — 12 с.
- Синицы : Из жизни синиц : Для детей. — СПб.: типо-лит. «Е.Тиле преемн.», 1904. — 21 с.
  -  — М.: И.Кнебель, 1914. — 16 с. — (Родная природа)
- Скопа : [Из поездки на Днепр]. — 2-е изд. — СПб.: М. Н. Слепцова, 1898. — 20 с. — (Книжка за книжкой; Кн. 45)
  -  — СПб.: М. Н. Слепцова, ценз. 1901. — 20 с. — (Книжка за книжкой; Кн. 45)
  -  — М.: И.Кнебель, 1914. — 16 с. — (Родная природа)
- «Слово» знает : Из жизни змей : Для детей. — СПб.: типо-лит. «Е.Тиле преемн.», 1904. — 16 с.
  - М.: И.Кнебель, 1914. — 10 с. — (Родная природа)
- Смеющийся осёл : [Из жизни гигантских зимородков]. — М.; Л.: Земля и фабрика, 1925. — 26 с. — (По Австралии : (Рассказы из жизни птиц))
- Степной орёл : Из жизни орлов : Для детей. — СПб. : типо-лит. «Е.Тиле преемн.», 1904. — 16 с.
  -  — М.: И. Кнебель, 1914. — 12 с. — (Родная природа)
- Суслик : Из жизни сусликов : Для детей. — СПб.: типо-лит. «Е.Тиле преемн.», 1904. — 18 с.
  -  — М.: И.Кнебель, 1914. — 12 с. — (Родная природа)
- Ткачи : [Рассказ]. — М.: И.Кнебель, 1915. — 16 с.
- Трубкозуб. — М.: И.Кнебель, 1914. — 8 с. — (Родная природа)
- У киргизов : Путевые впечатления. — СПб.: Н.Морев, 1909. — 56 с. — (Читальня народной школы : Журн. с картинками ; 1909, вып. 1)
- Ужиный царь : (Об ужах). — 2-е изд. — СПб.: тип. М. М. Стасюлевича, 1909. — 13 с.
- Устыдили : (Про дроф). — 2-е изд. — СПб.: тип. М. М. Стасюлевича, 1909. — 18 с.
- Утконос. — М.; Л.: Земля и фабрика, 1925. — 32 с. — (По Австралии : Рассказы из жизни животных)
- Фенек. — М.: Земля и фабрика, 1924. — 36 с. — (По Африке : Рассказы из жизни животных)
- Хаммады : (О белохвостой каменке). — СПб.: тип. Тавр. губ. земства в Симферополе, 1912. — 22 с. — (Мои приключения в Сахаре и Северной Африке)
  -  — Симферополь: В. А. Гриневская, 1912. — 22 с. — (Мои приключения в Сахаре и Северной Африке)
- Чабан Бодро : (О баранах). — 2-е изд. — СПб.: тип. М. М. Стасюлевича, 1909. — 21 с.
- Чёрный лебедь. — М.; Л.: Земля и фабрика, 1925. — 29 с. — (По Австралии : (Рассказы из жизни птиц))
  -  : [Рассказ] / Рис. и обложка А. Комарова. — М.: Работник просвещения, 1928. — 31+1 с. — (Читальня советской школы : 2-й год издания ; № 24)
- Чудовище Кибокко : [Про бегемотов]. — М.: И.Кнебель, 1914. — 15 с. — (Звери Центральной и Южной Африки)
- Шалаши пигмеев : [О теневой птице]. — М.: И.Кнебель, 1915. — 16 с.
- Шалашники. — М. ; Л. : Земля и фабрика, 1925. — 30 с. — (По Австралии : (Рассказы из жизни птиц))
- Шипохвост. — СПб.: тип. Тавр. губ. земства в Симферополе, 1912. — 17 с. — (Мои приключения в Сахаре и Северной Африке)
- Шифта : [Из жизни нектарниц]. — М.: И.Кнебель, 1915. — 12 с.
- Шунгак-Куль : (О чайках). — 2-е изд. — СПб.: тип. М. М. Стасюлевича, 1909. — 23 с.
- Щурка золотистая : Рассказ. — [2-е изд.]. — СПб.: тип. М. М. Стасюлевича, 1909. — 13 с.
- Эконом : (Из жизни хомяков). — 2-е изд. — СПб.: тип. М. М. Стасюлевича, 1909. — 14 с.
- Электрический фонарик. — М.; Л.: Земля и фабрика, 1925. — 42 с. — (По Африке : Рассказы из жизни животных ; Кн. 13)
- Эму. — М.; Л.: Земля и фабрика, 1925. — 56 с. — (По Австралии : (Рассказы из жизни птиц))
- Юла : Лесной жаворонок. — 2-е изд. — СПб.: тип. М. М. Стасюлевича, 1909. — 13 с.
- Язвица. — М.; Л.: Земля и фабрика, 1925. — 34 с. — (По Австралии : Рассказы из жизни животных)
- Ястреб-перепелятник : (Из записок художницы). — 2-е изд. — СПб.: тип. М. М. Стасюлевича, 1909. — 18 с.

По сельскому хозяйству:
- Усов А. А. Борьба за влагу : (Проект прудовых хозяйств). — Самара : Средневолж. краев. сельхозизд-во «За сплошную коллективизацию», 1930. — 29 с.